# Barrio de Miguel Hernández

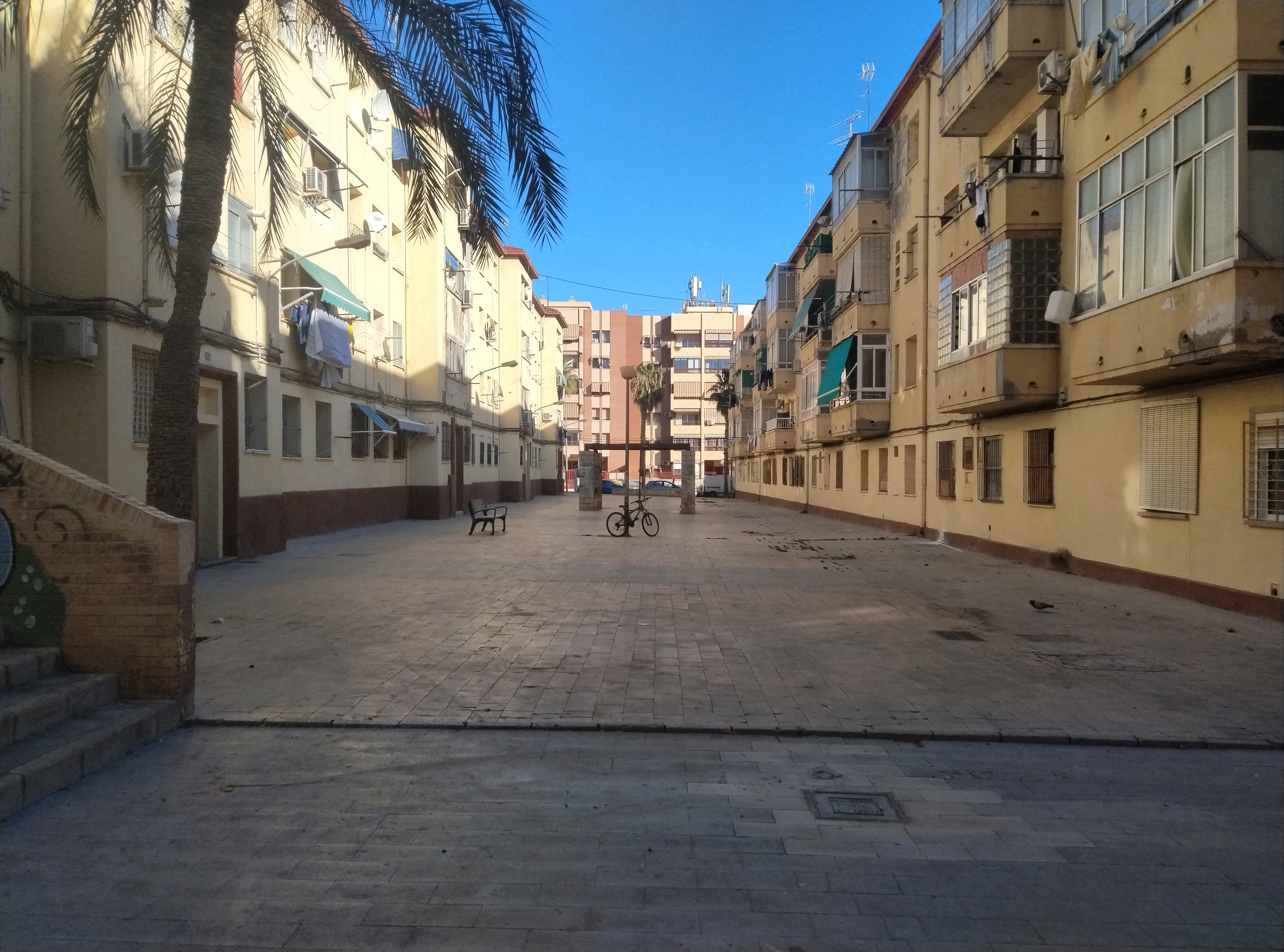
La calle José Gil Muñoz en el barrio de Miguel Hernández

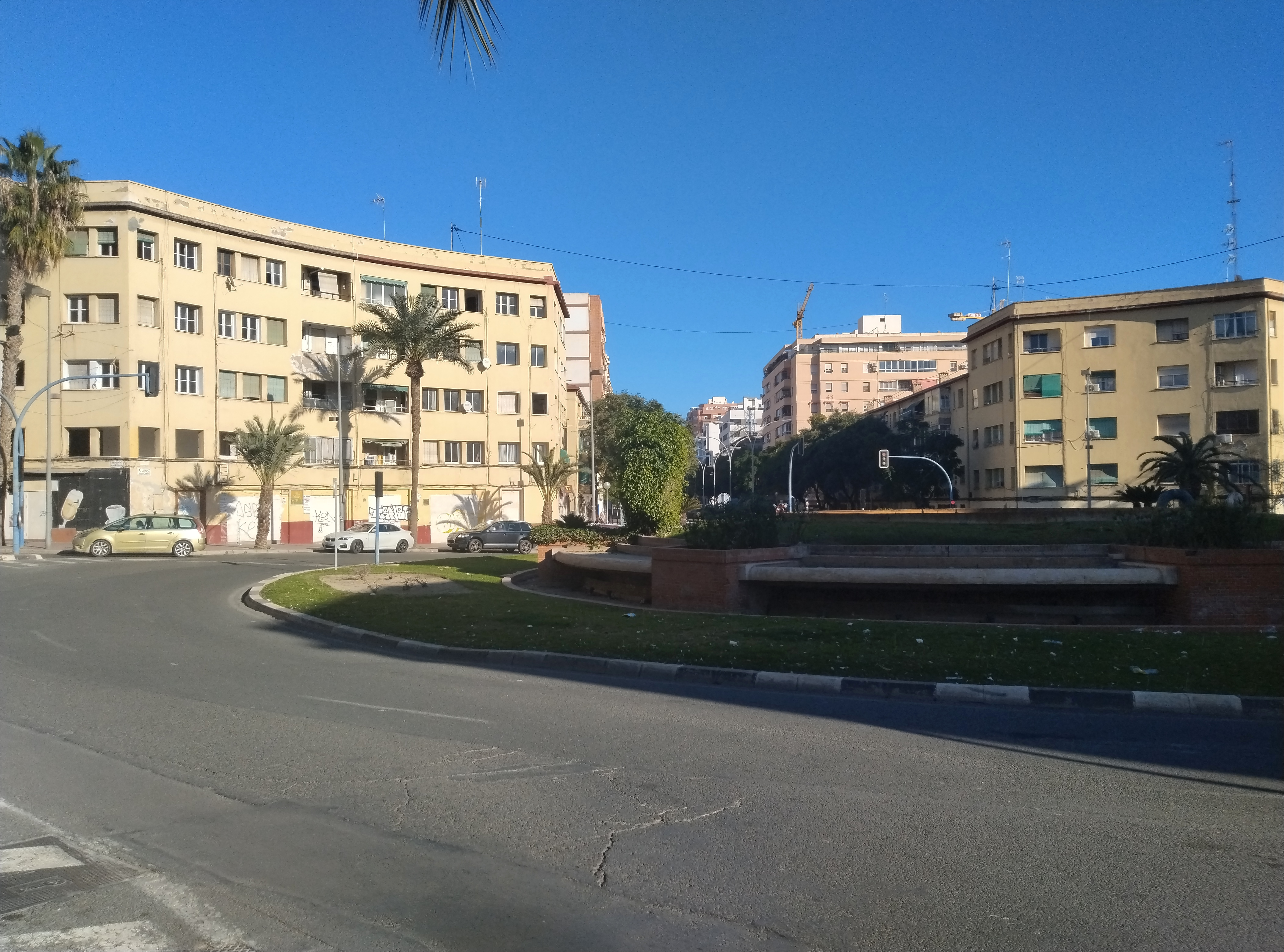
La plaza de María Yolanda Escrich Forniés, antes de la División Azul, en el barrio de Miguel Hernández.

El barrio de Miguel Hernández está situado en la ciudad española de Alicante. Aunque es denominado como barrio, no lo es de forma oficial, ya que se encuentra dividido entre los barrios de Polígono Babel y Benalúa. No obstante, está incorporado en el Distrito 3 de Alicante de forma independiente a los barrios a los que pertenece.
Llevó el nombre de barrio de José Antonio hasta 2016, año en el que se modificó por el actual.

## Historia
Acabada la guerra civil española, el Estado se hizo cargo de la política de viviendas sociales. Por entonces se construyeron en Alicante diversas barriadas, como Montoto, Sagrada Familia, Ciudad de Asís y el actual barrio de Miguel Hernández. Este último surgió tras el acuerdo alcanzado a finales de la década de 1940 por el alcalde de Alicante, Francisco Alberola Such, y el gobernador civil de la provincia, Jesús Aramburu Olarán, con el presidente del Instituto Nacional de Vivienda, Federico Mayo Gayarre. Convinieron la construcción de 250 viviendas protegidas, comprometiéndose el Ayuntamiento a ceder los terrenos y a pagar el 10 % de las obras, mientras que el Estado asumiría el 90 % restante.
Las obras comenzaron el 24 de noviembre de 1951, tras la adquisición de terrenos junto al barranco de Benalúa –principalmente a Francisco Cloquell e Industrias Textiles– por parte del Ayuntamiento. El promotor fue el Patronato Provincial de la Vivienda "Francisco Franco", según el proyecto del entonces arquitecto municipal Miguel López González, quien también dirigió las obras junto a Antonio Serrano Peral. Según estas fueron avanzando, se fue ampliando el proyecto, pasando de las 250 viviendas iniciales a las 632 finales.
El 18 de julio de 1955 se inauguró oficialmente el barrio en una ceremonia multitudinaria, con la presencia del alcalde Agatángelo Soler, el gobernador civil Evaristo Martín Freire y el padre José Belda Domínguez, entre otras personalidades. Se descubrió la placa de la gran plaza central, llamada "de la División Azul" –actual María Yolanda Escrich Forniés–, se bendijo el barrio, denominándolo "de José Antonio" y se hizo entrega de las llaves a los nuevos vecinos.
A finales de la década de 1950 surgieron problemas en la estructura de varios bloques debido a la deficiente cimentación sobre el barranco de Benalúa –que había sido cegado–, por lo que se debió proceder a su derribo.
En 1981 se añadieron a la barriada dos bloques de nueva construcción, conocidos coloquialmente entre los vecinos como Beverly Hills. En la actualidad el barrio es una comunidad principalmente gitana y de inmigrantes procedentes del norte y centro de África, donde el 26 % de las viviendas se encuentran ocupadas de forma irregular.

### Cambio de denominación
Originalmente las viviendas sociales de Benalúa recibieron el nombre de barrio de José Antonio y su plaza central el de la División Azul. Al ser denominaciones afines a la dictadura franquista, la llegada de la democracia propició el cambio de nombre. En 1993 se aprobó por primera vez la denominación de barrio de Miguel Hernández, pero debido a la polémica generada entre los vecinos, el cambio nunca se llevó a efecto. Ya en 2016 se formó una Comisión no Permanente para la aplicación de la Ley de Memoria Histórica en Alicante y, entre otros nuevos nombres, se volvió a aprobar el de Miguel Hernández, nombre que tras superar sentencias judiciales, ha mantenido desde entonces.